# Gornji Vakuf
Gornji Vakuf (chorvatsky Uskoplje) je město v Bosně a Hercegovině, ve Středobosenském kantonu. Žije zde asi 5344 obyvatel. Město se nachází mezi městy Bugojno, Prozor a Jablanica, leží na řece Vrbas. 

## Historie

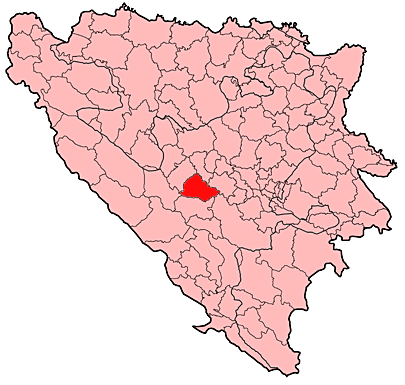
Gornji Vakuf na mapě Bosny a Hercegoviny

Gornji Vakuf se stal městečkem na konci 16. století. Už jeho vlastní název připomíná skutečnost, že vznikl za přispění tehdejších vakufských nadací a organizací, které byly v tehdejší osmanské Bosně rozšířené.
Vakufské instituce zajistily fungování základních objektů pro muslimy; kolem prvních významných budov (mešity, mekteby, sahat-kula, medresa atp.) se později vybudovaly domy i tržiště. Mehmed-beg Stočanin zde nechal vybudovat v roce 1592 právě první mešitu (tehdy to byl symbolický rok 1000 po hidžře)
Rozvoj islámu zbrzdila změna vlády na konci 19. století, kdy se Gornji Vakuf spolu s celou tehdejší Bosnou a Hercegovinou stal součástí Rakousko-Uherska. Tehdy začala významná těžba surovin v okolí města; přírodní bohatství bylo vyváženo do průmyslových center monarchie.
V první i druhé světové válce zažil Gornji Vakuf krušné časy. Město ničily boje, ale i požáry. Nakonec bylo osvobozeno partyzány při bojové operaci 12. července 1942. Tehdy padlo ze strany osvoboditelů celkem 101 lidí; na hlavní gornjovakufské třídě jim byl vybudován památník.
Po válce začal rozvoj jednak v okolí, tak i ve městě samotném. V období těsně před občanskou válkou a rozpadem SFRJ už patřila zdejší opčina ke středně rozvinutým. 

### Válka v Bosně
Gornji Vakuf-Uskoplje bylo nechvalně známé jako jedno z prvních měst, které trpělo chorvatsko-bosňáckou válkou (1992–1994) během bosenské války (1992–1995). Jako kritický uzel bylo životně důležité pro UNPROFOR, aby umožnil UNHCR dodávky do země. Držela jej rota B ze skupiny 1 CHESHIRE britské armády, která byla pod velením UNPROFOR. V prvních měsících roku 1993 přišla jednotka o desátníka Lance Wayna Edwardse, kterého zastřelil neznámý odstřelovač, když přejížděli most v obrněných transportérech. Střelec je dodnes neznámý.
Před válkou žilo v opčině Gornji Vakuf asi 10 000 Chorvatů a 14 000 Bosňáků. 11. ledna 1993 došlo k prvním střetům mezi Chorvatskou radou obrany (HVO) a Armádou Republiky Bosna a Hercegovina (ARBiH). Existují protichůdné zprávy o tom, jak boje začaly a co je způsobilo; bomba umístěná v muslimském hotelu, který ARBiH používal jako sídlo, nebo totální útok sil ARBiH na pozice HVO. HVO měly asi 300 vojáků ve městě a 2000 v okolí, zatímco ARBiH nasadilo několik brigád svého 3. sboru, který v oblasti operoval. Středem města byla zřízena frontová linie. Dělostřelectvo HVO pálilo z několika pozic na kopcích jihovýchodně od sil ARBiH v Gornjim Vakufu poté, co byly jejich požadavky na kapitulaci zamítnuty, dokud nebylo dohodnuto příměří.
1. srpna 1993 zahájila ARBiH ofenzívu na HVO v Gornjim Vakufu a následujícího dne získala kontrolu nad většinou města. HVO si udržela kontrolu nad chorvatskou čtvrtí na jihozápadě a ARBiH, postrádající potřebné posily, nemohla pokračovat ve své ofenzívě. Název části ovládané Chorvaty byl později změněn na Uskoplje. HVO se 5. srpna pokusila o protiútok ze svých pozic jihozápadně od města, nicméně pěší a minometné jednotky v ARBiH byly schopny útok odrazit. Další útok HVO začal v září, posílený tanky a těžkým dělostřelectvem, ale byl také neúspěšný. Washingtonská dohoda podepsaná oběma válčícími stranami v roce 1994 následně ukončila vojenské operace pro obě strany, které převzaly kontrolu nad městem. O rok později přišel konec války.
Přestože se po ukončení bojů vrátil zpět původní název, ve jménu opčiny název Uskoplje zůstal a byl doplněn názvem historickým. Od roku 1995 spadá Gornji Vakuf pod Federaci Bosny a Hercegoviny.

## Obyvatelstvo

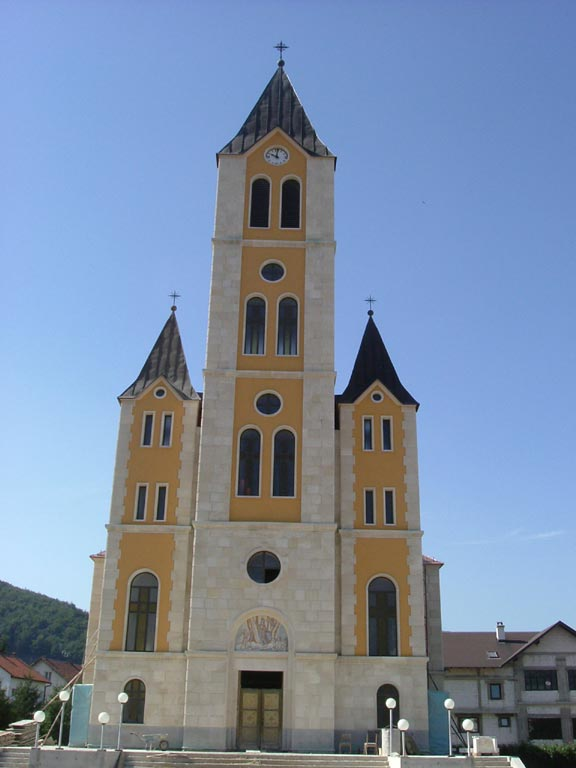
Kostel Nanebevzetí Panny Marie

V roce 1991 tu žilo 5349 obyvatel, z nichž bylo 61 % Bosňáků, 34 % Chorvatů, 2 % Jugoslávců, 1 % Srbů a zbylé 1 % tvořili příslušníci dalších národností. Po válce v Jugoslávii v 90. letech a podepsání Daytonské smlouvy se tak město s bosňáckou většinou stalo součástí Federace Bosny a Hercegoviny.

### 1971
19 344 celkem
- Bosňáci - 10 482 (54,18%)
- Chorvati - 8 605 (44,48%)
- Srbové - 141 (0,72%)
- Jugoslávci - 18 (0,09%)
- ostatní - 98 (0,53%)

### 1991
Při sčítání lidu v roce 1991 měla obština Gornji Vakuf-Uskoplje 25 130 obyvatel: 56,05 % Bosňáci, 42,61 % Chorvati, 0,60 % Jugoslávci, 0,42 % Srbové a 0,31 % ostatní.

Samotné město mělo 5 349 obyvatel, z toho 61 % Bosňáků, 34 % Chorvatů, 2 % Jugoslávců, 1 % Srbů a 1 % ostatních.

### Sčítání 2013
| Obec                  | Národnost | Národnost | Národnost | Národnost | Národnost | Národnost | Celkem |
| Obec                  | Bosňáci   | %         | Chorvati  | %         | Srbové    | %         | Celkem |
| --------------------- | --------- | --------- | --------- | --------- | --------- | --------- | ------ |
| Gornji Vakuf-Uskoplje | 12 004    | 57,34     | 8 660     | 41,37     | 30        | 0,14      | 20 933 |

Text stránky.